# دیوید ماتئوس راماجو
دیوید ماتئوس راماجو (متولد ۲۲ آوریل ۱۹۸۷) بازیکن فوتبال اهل اسپانیا است
هم اکنون در پست دفاع مرکزی برای رئال مادرید بازی می‌کند.
او در این فصل برای بازی با مایورکا دعوت شد اما بازی انجام نداد اما بعد از پیوستن رافائل فان در فارت به تاتنهام هاتسپر او توانست جایی در تیم اصلی پیدا کند.
در آغاز فصل ۲۰۱۱-۲۰۱۰ ژوزه مورینیو سرمربی رئال مادرید گفت:
شرمنده‌ایم که ماتئوس نمی‌تواند به ما بپیوندد من او را بسیار دوست دارم او خوب دفاع می‌کند و می‌داند چگونه بازی سازی کند ولی متأسفانه او نمی‌تواند بازی کند و من دوست دارم او جزیی از تیم اصلی باشد